# La Machine à démourir
La Machine à démourir est le dixième tome de la série de bande dessinée Seuls, écrite par Fabien Vehlmann et dessinée par Bruno Gazzotti, sorti en 2016 aux éditions Dupuis. Il s'agit également du premier tome du troisième cycle.

## Synopsis
Cet album est centré sur Terry bien qu'il y ait quelques planches consacrées aux autres personnages principaux.
En fuite dans les montagnes enneigées, Terry et le Maître des couteaux trouvent refuge dans une grande salle d'exposition qui abrite le 5e Salon du jouet. Tandis que Terry joue, il a soudain une idée : il va tenter de construire une "machine à démourir" pour retourner dans le monde des vivants. Cependant, Camille leur rend visite et fait perdre la raison au Maître des couteaux qui se met à pourchasser son jeune ami avec une tronçonneuse que celui-ci venait de lui offrir pour Noël. Commence alors pour Terry une mortelle partie de cache-cache en solitaire à travers les allées de l'entrepôt.

## Évocation
Il se trouve un clin d’œil à King Kong sur la maquette de l'Empire State Building dans le Salon du jouet.